# Wianey Carlet
João Wianey Carlet, mais conhecido como Wianey Carlet (Três Passos, 16 de julho de 1949 — Porto Alegre, 29 de setembro de 2017), foi um jornalista brasileiro. Ex-comentarista da Rádio Gaúcha e ex-colunista do jornal Zero Hora, Wianey também participava periodicamente do programa de debates Sala de Redação, na Rádio Gaúcha.

## Carreira
Gaúcho de Três Passos, Wianey Carlet teria sua primeira experiência profissional em 1969, ao passar no teste para trabalhar na Rádio Sideral, de Getúlio Vargas, onde foi de tudo: de redator a operador. Em 1972, se mudou para a capital Porto Alegre, onde iniciou sua carreira no esporte, como setorista do Internacional na equipe de esportes da Rádio Difusora - sem antes passar pelas rádios Erechim (Erechim) e a extinta Cultura (Porto Alegre). Anos depois, se integrou à equipe da Gaúcha, que já contava com um grande time de repórteres, como Pedro Ernesto Denardin (também narrador), Darci Filho, Roberto Pato Moure, João Garcia, Cláudio Brito, Newton Azambuja, entre outros.
No Campeonato Gaúcho de 1980, quando ainda era repórter de campo, Carlet fingiu ter sido agredido por um fiscal da Federação Gaúcha de Futebol. O fato ocorreu no Estádio Santa Rosa, o velho estádio do Novo Hamburgo.
Em 1984, quando a Gaúcha contratou parte da equipe da rival Guaíba, em plena crise da Caldas Júnior, Wianey se juntou à Denardin, Garcia e outros colegas para montar o esporte da Rádio Sucesso, que apesar da boa recepção, não durou muito tempo. Logo após, em 1986, Wianey se transferiu para a Guaíba, onde transitou para o posto de comentarista e passou a assinar uma coluna no jornal Correio do Povo.
Carlet candidatou-se a vereador no município de Porto Alegre em 1992, pelo PMDB. Recebeu 2 747 votos e foi suplente na gestão.
Voltou à Gaúcha logo após a Copa do Mundo de 1994, que cobriu como comentarista e chefe da equipe da Guaíba, e de então, transferiu sua coluna para o Zero Hora e virou debatedor no programa Sala de Redação, onde permaneceu por 22 anos. Desde 2009, também apresentava o então lançado programa de variedades Supersábado, ao lado de Gabrieli Chanas.
Conhecido pelo seu estilo incisivo, debochado e irritadiço, ganhou o apelido de 'Azedinho', mas tão logo assumia o comando do 'Supersábado', era tratado pelo seu apelido mas conhecido, 'Tata'. Ambos acabaram por ser uma espécie de 'caricaturas', admitidas e assumidas pelo próprio.
Wianey Carlet era conhecido também por opiniões exaltando revelações do Internacional, de Porto Alegre. Em 2009, comparou o atacante Taison com o argentino Lionel Messi. Em 2011, afirmou que Leandro Damião, outra promessa colorada, seria reconhecido mundialmente "em breve".
Em 2015 chamou a atenção por sua obsessão em demitir o treinador Diego Aguirre do Internacional. Em 38 dias, entre 30 de junho e 7 de agosto escreveu dezenove colunas cobrando a demissão do treinador.
Em 2016, ainda nas primeiras rodadas do Brasileirão, afirmou que o Internacional, até então na liderança do Campeonato Brasileiro, brigaria para não ser rebaixado. Na última rodada do campeonato se consumou o rebaixamento do time.
Em 31 de julho de 2017, Wianey Carlet foi demitido do Grupo RBS. Em 31 de agosto, foi contratado pela Rádio Bandeirantes para integrar a equipe da emissora, no mesmo prefixo da Difusora onde começou como cronista. Embora sofrendo de diabetes e problemas cardíacos, Wianey nunca deixou de estar em atividade profissional, tanto que a cirurgia que o levaria a morte foi feita horas depois de participar do seu último programa: 'Toque de Bola'.
Wianey cobriu 10 Copas do Mundo, de 1978 (Argentina) a 2014 (Brasil). Deixou esposa e duas filhas.

## Morte
Após uma bem-sucedida cirurgia vascular nas pernas, teve complicações, não resistiu e morreu em 29 de setembro de 2017.